# 雷电增七
飛馬座75，又名BD+17 4952，HD 222133、SAO 108732、HR 8963，是飛馬座的一颗恒星，视星等为5.53，位于銀經99.54，銀緯-41.11，其B1900.0坐标为赤經23h 32m 53.7s，赤緯+17° -41.11′ 48″。